# Tuva Hansen
Tuva Hansen (4 agosto 1997) è una calciatrice norvegese, attaccante del Bayern Monaco, del quale è anche capitano, e centrocampista della nazionale norvegese.

## Palmarès

### Club
- Campionato norvegese: 2

Sandviken: 2021
Brann: 2022
- Campionato tedesco: 2

Bayern Monaco: 2022-2023, 2023-2024
- Supercoppa di Germania: 1

Bayern Monaco: 2024